# قشلاق (غلبايغان)
قشلاق (بالفارسية: قشلاق) هي قرية تقع في قسم كناررودخانه الريفي في إيران. يقدر عدد سكانها بـ 24 نسمة .